# Biedaszki (gromada)
Biedaszki (od 1 VII 1960 Kętrzyn) – dawna gromada, czyli najmniejsza jednostka podziału terytorialnego Polskiej Rzeczypospolitej Ludowej w latach 1954–1972.
Gromady, z gromadzkimi radami narodowymi (GRN) jako organami władzy najniższego stopnia na wsi, funkcjonowały od reformy reorganizującej administrację wiejską przeprowadzonej jesienią 1954 do momentu ich zniesienia z dniem 1 stycznia 1973, tym samym wypierając organizację gminną w latach 1954–1972.
Gromadę Biedaszki z siedzibą GRN w Biedaszkach utworzono – jako jedną z 8759 gromad na obszarze Polski – w powiecie kętrzyńskim w woj. olsztyńskim na mocy uchwały nr 15 WRN w Olsztynie z dnia 4 października 1954. W skład jednostki weszły obszary dotychczasowych gromad Biedaszki (bez miejscowości Marszewo), Filipówka, Linkowo (bez miejscowości Siemki) i Muławki (bez miejscowości Nowa Wieś Mała, Muławski Dwór, Brzeźnica i Windykajmy) ze zniesionej gminy Biedaszki oraz ulica Gdańska z miasta Kętrzyna w tymże powiecie. Dla gromady ustalono 10 członków gromadzkiej rady narodowej.
1 stycznia 1958 do gromady Biedaszki włączono obszar zniesionej gromady Gałwuny, PGR Banaszki ze zniesionej gromady Garbno oraz wieś Nowa Wieś Kętrzyńska ze zniesionej gromady Wajsznory w tymże powiecie.
1 stycznia 1960 do gromady Biedaszki włączono wieś Pręgowo, osady Bocian i Turwągi oraz PGR Wólka ze zniesionej gromady Wilkowo w tymże powiecie.
1 lipca 1960 gromadę Biedaszki zniesiono przez przeniesienie siedziby GRN z Biedaszek do miasta Kętrzyna i zmianę nazwy jednostki na gromada Kętrzyn.